# Kohei Morita
Kohei Morita (盛田 剛平 Morita Kōhei?, nacido el 13 de julio de 1976 en Nagoya, Aichi) es un futbolista japonés que se desempeña como delantero.

## Trayectoria

### Clubes
| Club                | País  | Año         |
| ------------------- | ----- | ----------- |
| Urawa Reds          | Japón | 1999 - 2000 |
| Cerezo Osaka        | Japón | 2001        |
| Kawasaki Frontale   | Japón | 2001        |
| Omiya Ardija        | Japón | 2002 - 2004 |
| Sanfrecce Hiroshima | Japón | 2004 - 2011 |
| Ventforet Kofu      | Japón | 2012 - 2016 |
| Thespakusatsu Gunma | Japón | 2017        |

## Estadística de carrera

### J. League
| Club                | Año   | J. League | J. League | Copa J. League | Copa J. League | Total | Total |
| Club                | Año   | Part.     | Goles     | Part.          | Goles          | Part. | Goles |
| ------------------- | ----- | --------- | --------- | -------------- | -------------- | ----- | ----- |
| Urawa Reds          | 1999  | 19        | 0         | 0              | 0              | 19    | 0     |
| Urawa Reds          | 2000  | 4         | 0         | 1              | 0              | 5     | 0     |
| Cerezo Osaka        | 2001  | 6         | 0         | 1              | 0              | 7     | 0     |
| Kawasaki Frontale   | 2001  | 7         | 1         | 0              | 0              | 7     | 1     |
| Omiya Ardija        | 2002  | 32        | 4         | -              | -              | 32    | 4     |
| Omiya Ardija        | 2003  | 28        | 2         | -              | -              | 28    | 2     |
| Omiya Ardija        | 2004  | 3         | 0         | -              | -              | 3     | 0     |
| Sanfrecce Hiroshima | 2004  | 14        | 1         | 2              | 1              | 16    | 2     |
| Sanfrecce Hiroshima | 2005  | 3         | 0         | 3              | 0              | 6     | 0     |
| Sanfrecce Hiroshima | 2006  | 19        | 0         | 4              | 2              | 23    | 2     |
| Sanfrecce Hiroshima | 2007  | 17        | 0         | 7              | 0              | 24    | 0     |
| Sanfrecce Hiroshima | 2008  | 16        | 1         | -              | -              | 16    | 1     |
| Sanfrecce Hiroshima | 2009  | 21        | 1         | 6              | 0              | 27    | 1     |
| Sanfrecce Hiroshima | 2010  | 0         | 0         | 0              | 0              | 0     | 0     |
| Sanfrecce Hiroshima | 2011  | 15        | 1         | 1              | 0              | 16    | 1     |
| Ventforet Kofu      | 2012  | 25        | 0         | -              | -              | 25    | 0     |
| Ventforet Kofu      | 2013  | 10        | 0         | 5              | 0              | 15    | 0     |
| Ventforet Kofu      | 2014  | 29        | 5         | 4              | 0              | 33    | 5     |
| Ventforet Kofu      | 2015  | 16        | 0         | 6              | 1              | 22    | 1     |
| Ventforet Kofu      | 2016  | 6         | 0         | 1              | 0              | 7     | 0     |
| Thespakusatsu Gunma | 2017  | 10        | 0         | -              | -              | 10    | 0     |
| Total               | Total | 300       | 16        | 41             | 4              | 341   | 20    |

## Palmarés

### Títulos nacionales
| Título    | Club                | País  | Año  |
| --------- | ------------------- | ----- | ---- |
| J2 League | Sanfrecce Hiroshima | Japón | 2008 |
| J2 League | Ventforet Kofu      | Japón | 2012 |